# Badru Hafidh
Badru Hafidh – tanzański trener piłkarski.

## Kariera trenerska
Do 1998 oraz od września 2003 do lipca 2006 prowadził narodową reprezentację Tanzanii.